# Syzygium aqueum
Espèce
Synonymes
- Cerocarpus aqueus (Burm.f.) Hassk.[2] [3]
- Eugenia alba Roxb.[2] [3]
- Eugenia aquea Burm. f.[4]
- Eugenia aquea Burman f.[3]
- Eugenia callophylla (Miq.) Reinw. ex de Vriese[2] [3]
- Eugenia malaccensis Lour.[2] [3]
- Eugenia mindanaensis C.B. Rob.[3]
- Eugenia nodiflora Aubl.[2] [3]
- Eugenia obversa Miq.[2] [3]
- Eugenia stipularis (Blume) Miq.[3]
- Gelpkea stipularis Blume[3]
- Jambosa alba (Roxb.) G.Don[2]
- Jambosa calophylla Miq.[2]
- Jambosa madagascariensis Blume[2]
- Jambosa obtusissima (Blume) DC.[2]
- Jambosa subsessilis Miq.[2]
- Jambosa timorensis Blume[2]
- Malidra aquea (Burm.f.) Raf.[2]
- Myrtus obtusissima Blume[2]
- Myrtus timorensis Zipp. ex Span.[2]
- Syzygium obversum (Miq.) Masam.[2]

Syzygium aqueum, appelé watery rose apple, water apple ou bell fruit en anglais, et jambu en Malais et autres langues indiennes, est une espèce de plantes à fleurs de la famille des Myrtaceae. C'est un arbre endémique dans les forêts tropicales de l'est de l'Australie. L'arbre est cultivé pour son bois et ses fruits. L'arbre a besoin de fortes pluies et peut vivre dans les habitats tropicaux, jusqu'à 1 600 m d'altitude.
Le fruit est une baie charnue de couleur jaune ou rouge, en forme de cloche, cireux et croustillant. Il est vendu aux Philippines, en Indonésie et en Papouasie-Nouvelle-Guinée. Les feuilles sont comestibles et sont parfois utilisés pour envelopper les aliments.
Le bois dur peut être utilisé pour fabriquer des outils. L'écorce de l'arbre est parfois utilisée en herboristerie. Il est cultivé dans les vergers et les jardins et les parcs comme plante ornementale.

## Galerie

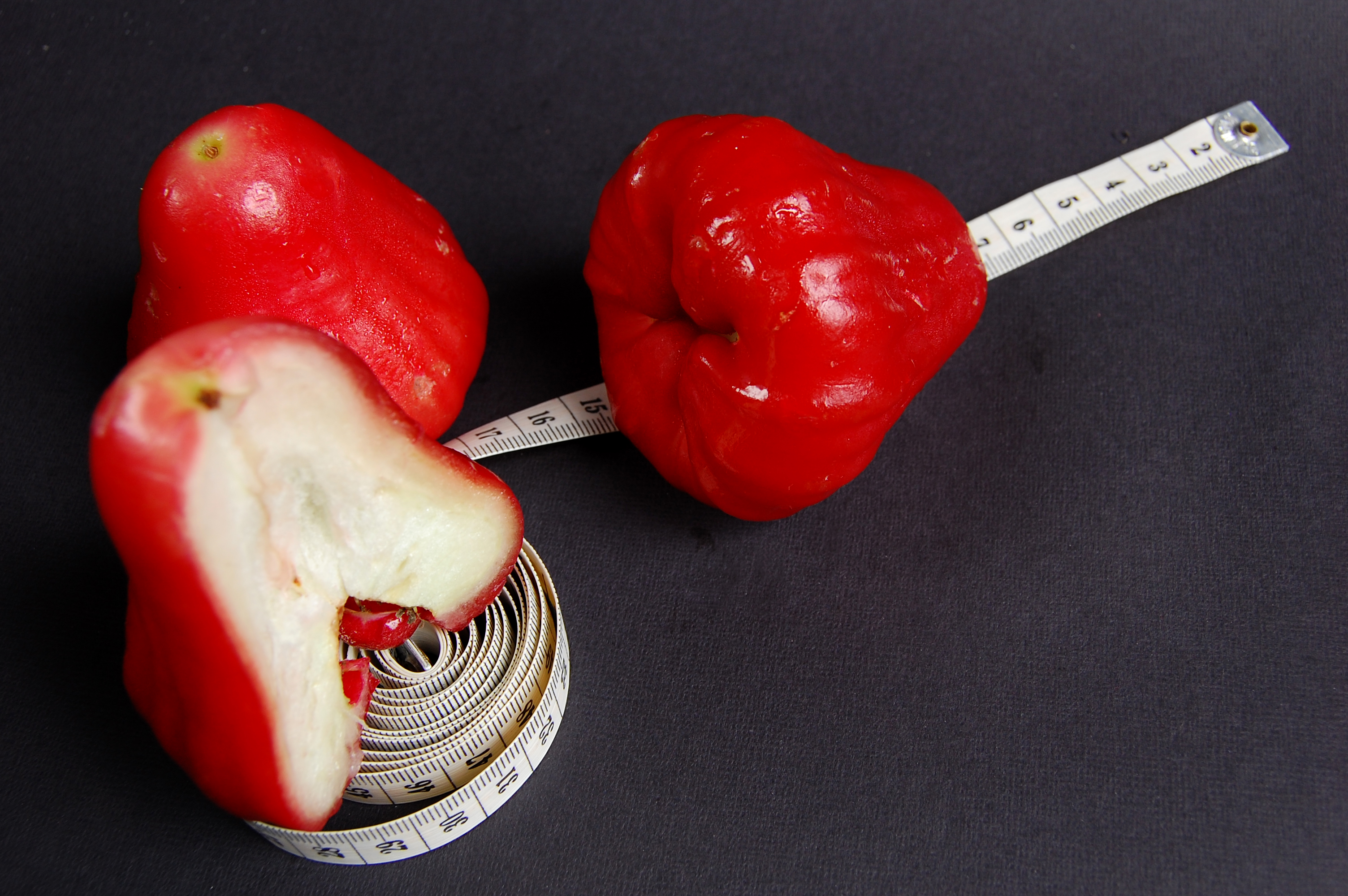
Fruit.
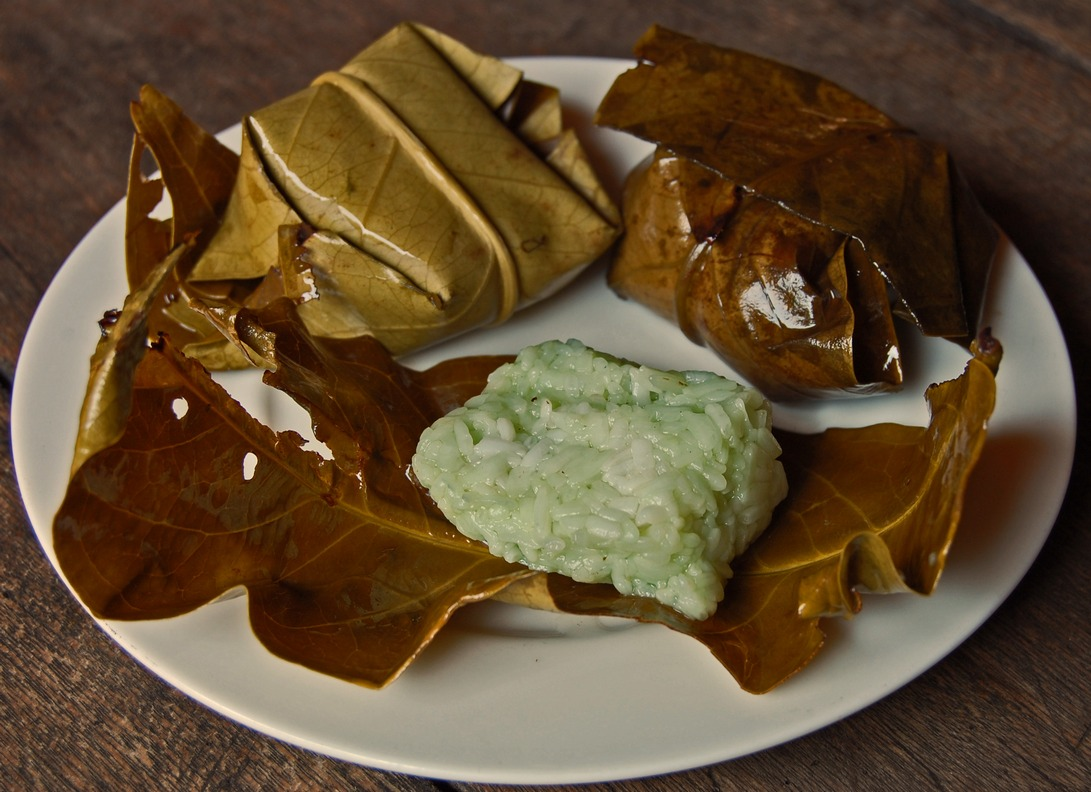
Riz fermenté dans des feuilles de Syzygium aqueum.
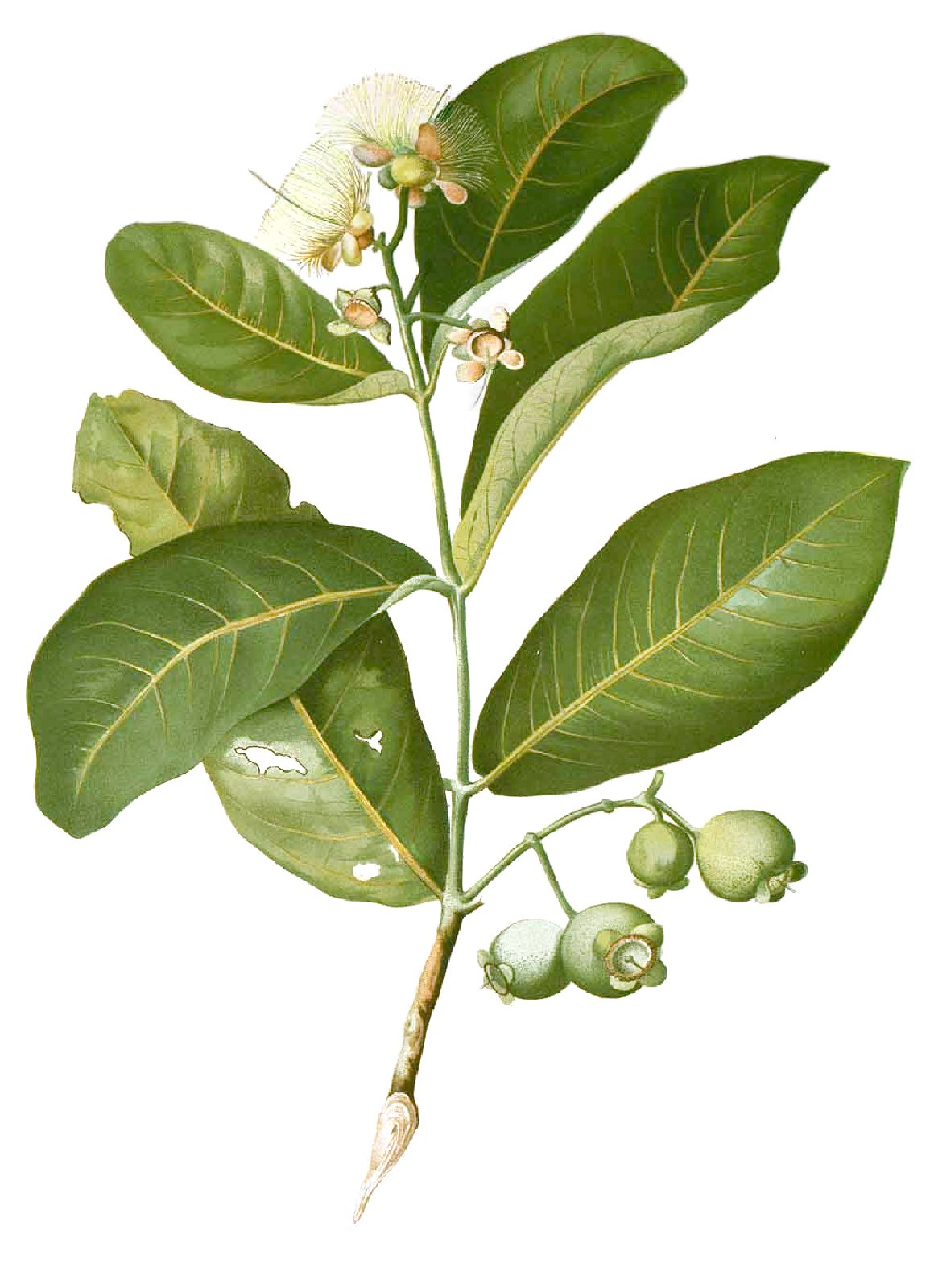
Planche botanique.